# Kategoria e Parë 1968
La Kategoria e Parë  fu la 30ª edizione della massima serie del campionato albanese di calcio concluso con la vittoria del 17 Nëntori, al suo nono titolo.
Capocannoniere del torneo fu Skënder Hyka (17 Nëntori) con 19 reti.

## Formula
In questa stagione il campionato tornò a disputarsi dalla primavera all'autunno, come nei paesi nordici e nell'Unione Sovietica.
Il numero di squadre partecipanti passò da 12 a 14 e disputarono un turno di andata e ritorno per un totale di 26 partite.
Le ultime due classificate retrocedettero in Kategoria e Dytë.
La coppa nazionale si svolse secondo il calendario autunno-primavera e la vincente si qualificò alla Coppa delle Coppe 1968-1969 mentre la vincente del campionato alla Coppa dei Campioni 1969-1970.

## Squadre
| Squadra             | Città        | Stadio | Stagione 1966-1967 |
| ------------------- | ------------ | ------ | ------------------ |
| Skënderbeu          | Coriza       |        | 4°                 |
| Labinoti            | Elbasan      |        | 8°                 |
| 17 Nëntori          | Tirana       |        | 2°                 |
| KF Partizani Tirana | Tirana       |        | 5°                 |
| Dinamo Tirana       | Tirana       |        | Campione d'Albania |
| Flamurtari          | Valona       |        | 11°                |
| Besa Kavajë         | Kavajë       |        | 3°                 |
| Vllaznia            | Scutari      |        | 6°                 |
| Tomori              | Berat        |        | 7°                 |
| Traktori            | Lushnjë      |        | 10°                |
| Lokomotiva          | Durazzo      |        | 9°                 |
| Luftëtari           | Argirocastro |        | 12°                |
| Apolonia Fier       | Fier         |        | Kategoria e Dytë   |
| Ylli i Kuqi         | Pogradec     |        | Kategoria e Dytë   |

## Classifica finale
|                    | Pos. | Squadra     | Pt | G  | V  | N  | P  | GF | GS | DR  |
| ------------------ | ---- | ----------- | -- | -- | -- | -- | -- | -- | -- | --- |
| Albania (bandiera) | 1.   | 17 Nëntori  | 45 | 26 | 21 | 3  | 2  | 63 | 20 | +43 |
|                    | 2.   | Partizani   | 44 | 26 | 19 | 6  | 1  | 62 | 19 | +43 |
|                    | 3.   | Dinamo      | 38 | 26 | 18 | 2  | 6  | 68 | 28 | +40 |
|                    | 4.   | Vllaznia    | 34 | 26 | 14 | 6  | 6  | 43 | 23 | +20 |
|                    | 5.   | Flamurtari  | 25 | 26 | 9  | 7  | 10 | 35 | 34 | +1  |
|                    | 6.   | Labinoti    | 23 | 26 | 9  | 5  | 12 | 37 | 44 | -7  |
|                    | 7.   | Lokomotiva  | 23 | 26 | 7  | 9  | 10 | 22 | 31 | -9  |
|                    | 8.   | Skënderbeu  | 21 | 26 | 6  | 9  | 11 | 27 | 32 | -5  |
|                    | 9.   | Traktori    | 21 | 26 | 8  | 5  | 13 | 28 | 40 | -12 |
|                    | 10.  | Luftëtari   | 21 | 26 | 7  | 7  | 12 | 22 | 51 | -29 |
|                    | 11.  | Besa Kavajë | 20 | 26 | 6  | 8  | 12 | 19 | 25 | -6  |
|                    | 12.  | Apolonia    | 19 | 26 | 4  | 11 | 11 | 24 | 40 | -16 |
|                    | 13.  | Tomori      | 18 | 26 | 6  | 6  | 14 | 19 | 42 | -23 |
|                    | 14.  | Ylli i Kuq  | 12 | 26 | 4  | 4  | 18 | 19 | 59 | -40 |

Legenda:

      Campione d'Albania
      Ammesso alla Coppa delle Coppe
      Retrocesso in Kategoria e Dytë
Note:

Due punti a vittoria, uno a pareggio, zero a sconfitta.

## Verdetti
- Campione: 17 Nëntori
- Qualificata alla Coppa dei Campioni: 17 Nëntori
- Qualificata alla Coppa delle Coppe: Partizani Tirana
- Retrocessa in Kategoria e Dytë: Tomori, Ylli i Kuq